# L'Eden de la Ciotat
L'Eden de La Ciotat est un film français réalisé par Alain Bergala et sorti en 2022.

## Fiche technique
- Titre : L'Eden de La Ciotat
- Réalisation : Alain Bergala
- Scénario : Alain Bergala
- Photographie : Aurélien Py
- Montage : Sandrine Deegen
- Musique : Béatrice Thiriet
- Son : Raphaël Roche
- Producteurs : Joël Farges et Olga Prud'homme Farges
- Société de production : Kolam Productions
- Pays de production :  France
- Genre : documentaire
- Durée : 52 minutes
- Date de sortie : Italie - 2 juillet 2022[1]